# ファイヤースープレックス
『ファイヤー・スープレックス』（英字表記：FIRE SUPLEX）は、1993年にネオジオで稼動を開始したSNKのプロレスゲーム。対戦型格闘ゲーム『龍虎の拳』、『餓狼伝説2』に続く、100メガショックの第3弾でもある。海外タイトル名は『3 COUNT BOUT』（スリーカウントバウト）。2018年10月11日より、アケアカNEOGEOの1作品としてPlayStation 4とNintendo Switchで、同年10月16日よりXbox Oneで、2019年8月2日よりWindows 10で、2023年7月27日よりiOSとAndroidでそれぞれ配信されている。また、2025年4月10日発売のNintendo Switchパッケージソフト『アケアカNEOGEO セレクション Vol.3』にアケアカNEOGEO版と同等の内容のものが収録されている。それぞれのレイティングはCERO：B（12才以上対象）。

## ルール、特徴
- キャラクターは8方向レバーと4ボタンで操作する。4つのボタンには、それぞれパンチ、キック、ジャンプ、フォール（および挑発）があてがわれている。
- 試合のルールやキャラクター（後述）の使用曲などは普通のプロレスゲームと一緒である。
- 本作が普通のプロレスと違う点は、ステージが普通のリング以外にも、工場・スクラップ場・電流デスマッチの3つのステージがある。しかもこの3つのステージには凶器が落ちている。
- 従来のプロレスゲームと同じく、組み合った後のボタン連打で勝ったほうが技をかけられるシステムだが、本作の特徴として「打撃技（通常技）を当てることで組み合ったときの必要な連打量が軽減される」というものがある。
- ボタン連打が全てというシステムのため、アーケードでは連射装置付きの店であっさりとカウンターストップが発生し、その反面、連射装置のない家庭用ネオジオでは俄然難しくなってしまい、ゲームバランスの崩壊を招いてしまった。事実として雑誌『ゲーメスト』のスコア集計が初回のみで打ち切られており、そのほとんどが連射装置付きのものであった。

## 登場キャラクター
テリー・ロジャース
通称「炎のジェントルマン」。アメリカ出身。25歳、185.4cm、127.8kg。
本作の主人公を務める正統派レスラー。「世界統一無差別級トーナメント」を開催したプロレス団体「SWF (SNK Wrestling Federation)」に所属する人気者で、俊敏かつ多彩な攻撃を操る。レッドドラゴンとはかつてタッグを組んだことがある。
必殺技はタイトルにもなっている「ファイヤー・スープレックス」。
ロイ・ウィルソン
通称「熊殺しバーバリアン」。ドイツ出身。
ヨーロッパチャンピオンの座に君臨しているレスラー。元・きこりで、それ以前は用心棒を務めていたこともあると噂されている。あるとき出くわした熊を3分間で絞め殺したというほどの怪力を誇る。怒ると敵に噛みつく癖がある。
必殺技は「サンダーボルト・バスター」。
レオ・ブラッドレイ
通称「狂乱の白髪鬼」。カナダ出身。
体格とは裏腹の非力さを補うために会得したチェーン攻撃を得意とするヒールレスラー。暗黒の地下プロレス組織「獅子の穴」の出身であり、人気の高いSWFを敵視している。狂暴な性格で、逆上すると敵をチェーンで容赦なく痛めつける。
必殺技は「ハンギング・スルー」。
ビッグ・ボンバーダー
通称「人間重爆撃機」。スペイン出身。
並外れた巨体を活かした怪力が自慢のレスラー。過去に『餓狼伝説』のライデンとコンビを組んでヘビー級タッグチャンピオンの座を得たものの、人気がライデンに集中したことを妬んで仲間割れした後、ライデンに八百長疑惑の濡れ衣を着せプロレス界永久追放に追い込んだ張本人。
必殺技は「メガトンクラッシャー」。
ゴチャック・ビッグボム
通称「怒れる猛牛」。スペイン出身。
ボンバーダーの双子の弟で、兄とほぼ同じ技を使用する覆面レスラー。かつて地元のプロレス団体に所属していた頃、「世界最強の双子」の触れ込みで兄とタッグを組んでいたといわれている。兄に匹敵する怪力を誇り、ヨーロッパの猛者として名を轟かせている。
必殺技は「メガトンクラッシャー」。
ザ・レッドドラゴン
通称「東洋の赤い忍者」。日本出身。
SWF所属のペイントレスラー。顔を赤く塗り上半身裸で赤いパンタロンを着用している。テリーの友人兼ライバルであり、武者修行のために訪れたアメリカで開催されたSWFの大会で彼とタッグを組んで優勝したことがある。その後は日本でチャンピオンの座に輝くものの、古巣に戻りたいという想いから再び渡米した。多彩な技と毒霧殺法を使いこなす。
後の『ザ・キング・オブ・ファイターズXIII』では、椎拳崇がザ・レッドドラゴンのファンであることを明かしている。
必殺技は「半月固め（スーパーバッククラッチ）」。
ザ・ガンダーラ
通称「孤高のヨガ戦士」。インド出身。
ヨガで鍛えた肉体が武器の軽量級レスラー。小柄な体格を活かした俊敏な動きと、ペースが乱れた相手の隙を的確に突く四次元殺法を得意とし、東洋を代表する強豪として名を知られている。なお、秘密結社「獅子の穴」の出身であるという信憑性の高い噂がある。
必殺技は「インディアン・アーチ」。
ブラバーマン
通称「恐怖の流血大王」。メキシコ出身。
タコスと酒が好きなヒールレスラー。最初は道楽でプロレスを始めたが、やがて本職として行なうようになり、入団した「獅子の穴」で本格的に悪役レスラーとなった。太った体格とは裏腹に器用な腕前で技を繰り出すが、頭に血が上るとナイフで敵を切りつける危険な性格の持ち主。
必殺技は「ジャーマン・スープレックス」。
ブルース・ハブラム
通称「謎の影武者」。
一切の詳細が謎に包まれている覆面レスラー。体型や使いこなす技がブラバーマンと同じであることから、同一人物ではないかと噂されているが、本人は否定している。影武者と呼ばれることを快く思っておらず、取材陣に暴力を振るうことの多いマスコミ嫌いでもある。
必殺技は「ジャーマン・スープレックス」。
マスター・バーンズ
通称「無敵のサイボーグ戦士」。オランダ出身。
SWF第18代ヘビー級チャンピオンで、現在チャンピオンの座を6度にわたって防衛し続けている。アムステルダム暗黒街の元・用心棒で、何よりも闘うことを好む。驚異的な怪力を駆使した豪快な技を使いこなし、その人間離れした強さゆえに他のあらゆるレスラー達からも一目置かれている。
CPU戦では最後に登場する相手で、本作の最終ボス。
必殺技は「ハイパーダイビングボム」。

## その他
- 開発中でまだタイトルも決定していなかった頃の宣材イラスト[要出典]は、本作のパッケージイラストにごく近いが、ロイ・ウィルソンの代わりにライデンらしきレスラーがいた。登場予定だったのかは不明。